# Lugar ao Sol
Lugar ao Sol é o primeiro single do álbum 100% Charlie Brown Jr. - Abalando a Sua Fábrica, da banda de rock brasileira Charlie Brown Jr. É a música mais bem sucedida do álbum e um dos maiores hits da banda. 
A música, composta por Chorão, foi dedicada a seu pai, morto no ano anterior.

## Desempenho nas Paradas de Sucesso
| Ano  | Single         | Charts      | Charts         | Charts       | Charts    | Charts        | Charts | Charts | Álbum                                           |
| Ano  | Single         | BRA Hot 100 | BRA Hit Parade | BRA Year End | Bill. BRA | Bill. Pop BRA | HSPN   | POR    | Álbum                                           |
| ---- | -------------- | ----------- | -------------- | ------------ | --------- | ------------- | ------ | ------ | ----------------------------------------------- |
| 2001 | "Lugar ao Sol" | 5           | 3              | —            | —         | —             | —      | —      | 100% Charlie Brown Jr. - Abalando a sua Fábrica |

### iTunes Brasil
Alavancada pela morte de Chorão, ocorrida em 06/03/2013, Lugar ao Sol ficou na 6a posição entre as músicas mais vendidas da semana (de 03/03 a 09/03) do iTunes Brasil.

### Regravações
- Em 2017, a banda Raimundos gravou Lugar ao Sol no álbum Raimundos Acústico. Uma curiosidade sobre este álbum é que o guitarrista Marcão é um dos músicos convidados que participam de todo o álbum.[4]
- Em 2021, Sandy gravou uma versão da música Lugar ao Sol junto ao seu marido Lucas Lima, com arranjos de cordas e piano. A música estreou no quadro Inspiração do Caldeirão do Huck. Um videoclipe também foi produzido e está disponível no canal de YouTube da cantora[5].

## Trilha-Sonora
- Em 2016, uma versão repaginada de Lugar ao Sol, interpretada por Tiago Mayer, foi incluída na trilha-sonora do filme Mais Forte que o Mundo - A História de José Aldo.[6][7]